# Ignacio Bordons
Ignacio Bordons Vives, deportivamente conocido como Bordons (Barcelona, España; 25 de octubre de 1941 - Fallecido el 26 de septiembre de 2020), es un futbolista español retirado. 
Su hermano fue el piloto de motociclismo Juan Bordons.

## Trayectoria
Nacido en el barrio de Sants de Barcelona, empezó a jugar a fútbol en las categorías inferiores de la UD Pueblo Seco. Debutó con el primer equipo en Tercera División la temporada 1959/60. Entre 1962 y 1966 jugó como amateur en el CF Igualada, el CF Balaguer y la UD Sans. La temporada 1966/67 jugó en Segunda División con el CD Europa, de donde fue fichado por el Atlético de Madrid, junto con Alfonso, Rubio y Pérez.
Su primer encuentro con los rojiblancos fue en el Trofeo Joan Gamper, ante el Boca Juniors, marcando un gol. Pero a pesar de este prometedor inicio, nunca logró hacerse un hueco en las alineaciones, por la competencia de Enrique Collar, titular indiscutible en el extremo izquierdo. No llegó a debutar en partido oficial con los colchoneros y sólo disputó amistosos hasta enero de 1968, cuando fue traspasado al Rayo Vallecano de Segunda División. Aunque el CD Europa intentó repescarle, junto a Rubio y Pérez, finalmente no hubo acuerdo económico y los tres fueron vendidos al Rayo.
En el cuadro vallecano Bordons encontró la continuidad, jugando ocho campañas, siempre en la categoría de plata. Con 302 partidos jugados, es el sexto jugador con más partidos en el equipo vallecano. La temporada 1975/76 se marchó al CDC Moscardó y un año más tarde se retiró en el también madrileño RCD Carabanchel.

## Clubes
| Club                | País   | Año       |
| ------------------- | ------ | --------- |
| UE Poble Sec        | España | 1959-1962 |
| CF Igualada         | España | 1962-1964 |
| CF Balaguer         | España | 1964-1965 |
| UE Sants            | España | 1965-1966 |
| CE Europa           | España | 1966-1967 |
| Atlético de Madrid  | España | 1967-1968 |
| Rayo Vallecano      | España | 1968-1975 |
| CD Colonia Moscardó | España | 1975-1976 |
| RCD Carabanchel     | España | 1976-1977 |